# Schijftongkikkers
Schijftongkikkers (Discoglossus) zijn een geslacht van kikkers uit de familie Alytidae (vroeger: Discoglossidae). De groep werd voor het eerst wetenschappelijk beschreven door Carl Adolf Otth in 1837.
De wetenschappelijke naam slaat op het ronde uiteinde van de tong (δίσκος, diskos = ronde schijf, γλώσσα, glōssa = tong). Er zijn zes moderne soorten die allemaal leven in Europa. De Palestijnse schijftongkikker is de enige niet-Europese schijftongkikker. Deze soort werd lange tijd als uitgestorven beschouwd maar is recentelijk herontdekt.

## Soorten
Geslacht Discoglossus
- Soort Discoglossus galganoi Capula, Nascetti, Lanza, Bullini, and Crespo, 1985 – Iberische schijftongkikker
  - Ondersoort Discoglossus jeanneae Busack, 1986 – Zuid-Spaanse schijftongkikker
- Soort Discoglossus montalentii Lanza, Nascetti, Capula, and Bullini, 1984 – Corsicaanse schijftongkikker
- Soort Discoglossus pictus Otth, 1837 – Schijftongkikker
- Soort Discoglossus sardus Tschudi, 1837 – Sardijnse schijftongkikker
- Soort Discoglossus scovazzi Camerano, 1878